# Số IMO

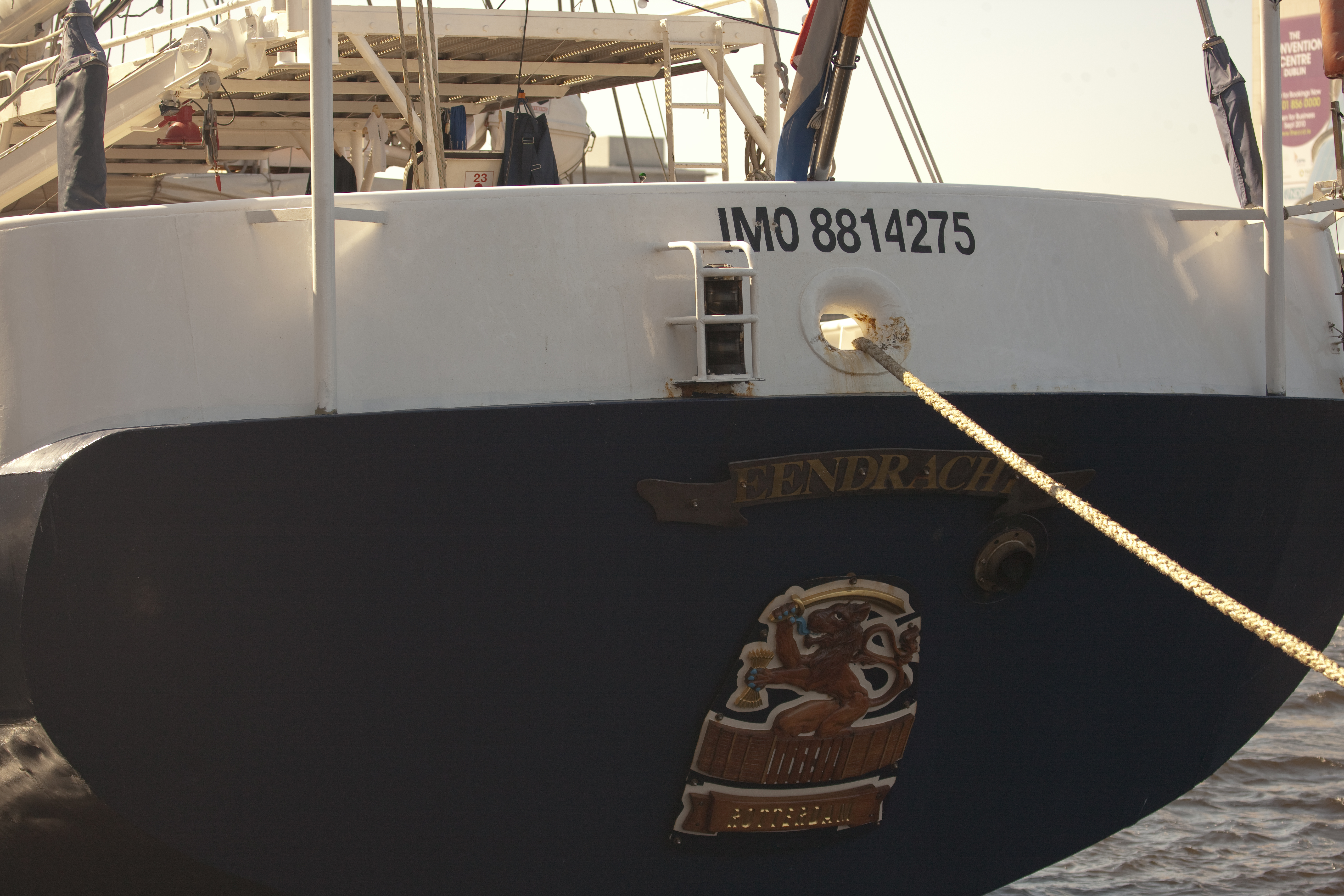
"IMO 8814275" trên Eendracht

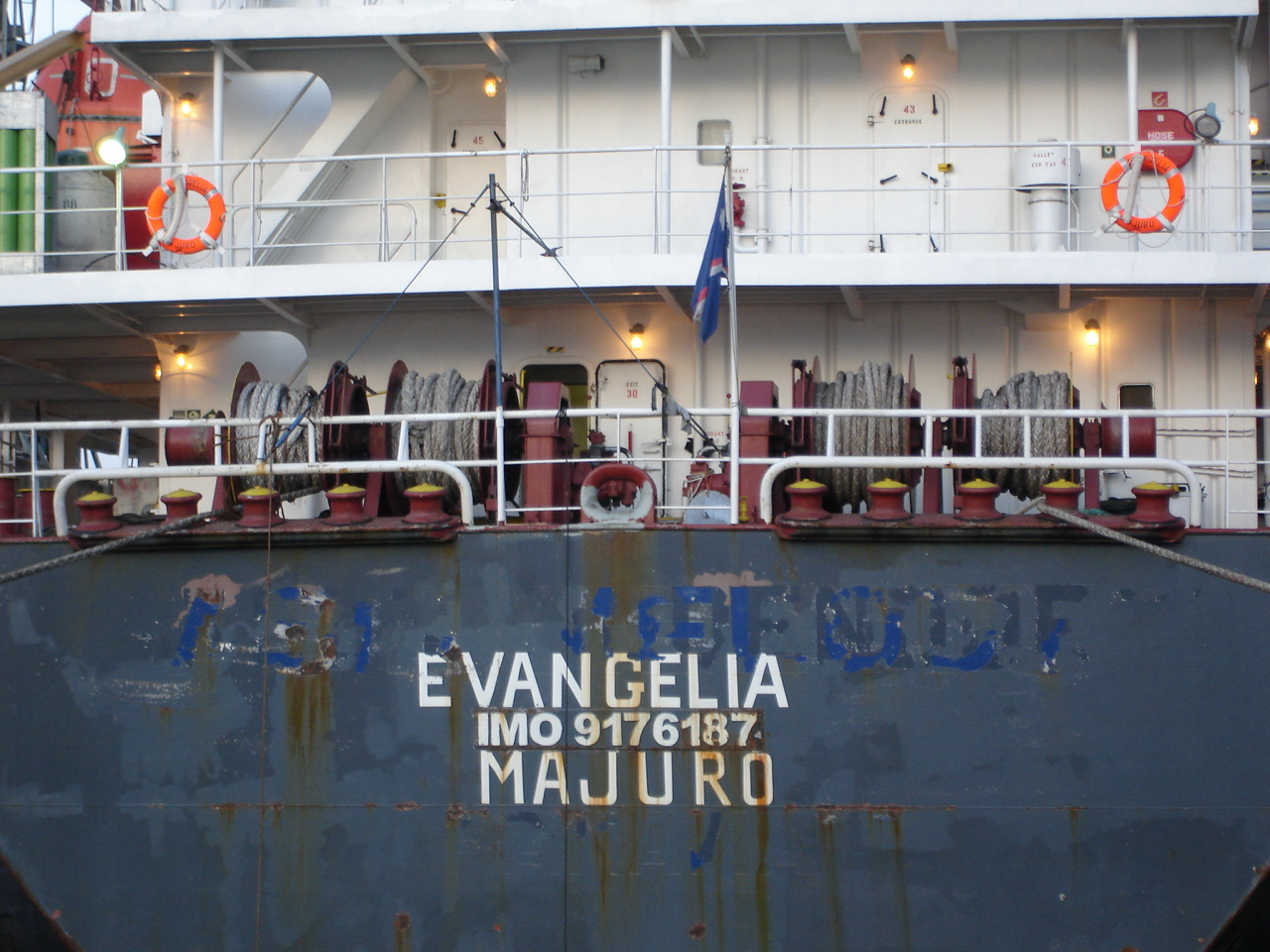
Stern of the Evangelia hiển thị "IMO 9176187" và một cảng đăng ký của " Majuro " tại Quần đảo Marshall. Ngoài tên hiện tại đã thay đổi vào ngày 11 tháng 6 năm 2005, có thể nhìn thấy một phần tên cũ của con tàu: Cornelie Oldendorff và Asia Melody. Vào ngày 9 tháng 8 năm 2007, với một chút sơn màu xanh, tên của con tàu lại đổi thành Evangeli với một quốc gia cờ mới của Hàn Quốc. Trong mọi trường hợp, số IMO cho con tàu này vẫn giữ nguyên.

Số Tổ chức Hàng hải Quốc tế (IMO) là số nhận dạng duy nhất cho tàu, được chủ tàu đăng ký và công ty quản lý. Số IMO được đề xuất để cải thiện độ an toàn và an ninh cho ngành hàng hải và để giảm gian lận hàng hải. Chúng bao gồm ba chữ cái "IMO" theo sau là một số có bảy chữ số duy nhất riêng cho mỗi tàu, được đặt theo Công ước quốc tế về an toàn cuộc sống trên biển (SOLAS).
Số IMO bắt buộc đăng ký đối với tất cả các tàu kể từ ngày 1 tháng 1 năm 1996. Số này xác định một con tàu và không thay đổi cho dù chủ tàu, quốc gia đăng ký hoặc tên thay đổi. Giấy chứng nhận của tàu cũng phải mang số IMO. Kể từ ngày 1 tháng 7 năm 2004, các tàu chở khách cũng được yêu cầu mang số hiệu này viết trên bề mặt nằm ngang có thể nhìn thấy từ trên không.